# Mamie Smith

Die erste Aufnahme von gesungenem Blues: Mamie Smith & Her Jazz Hounds – Crazy Blues

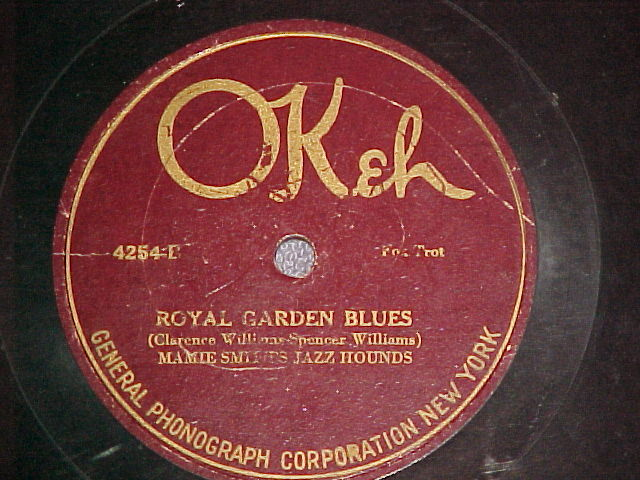
OKeh-78er Mamie Smith „Royal Garden Blues“

Mamie Smith (* 26. Mai 1891 in Cincinnati, Ohio als Mamie Robinson; † 30. Oktober 1946 in New York) war eine US-amerikanische Vaudeville-Sängerin, Tänzerin, Pianistin, Gitarristin und Schauspielerin.

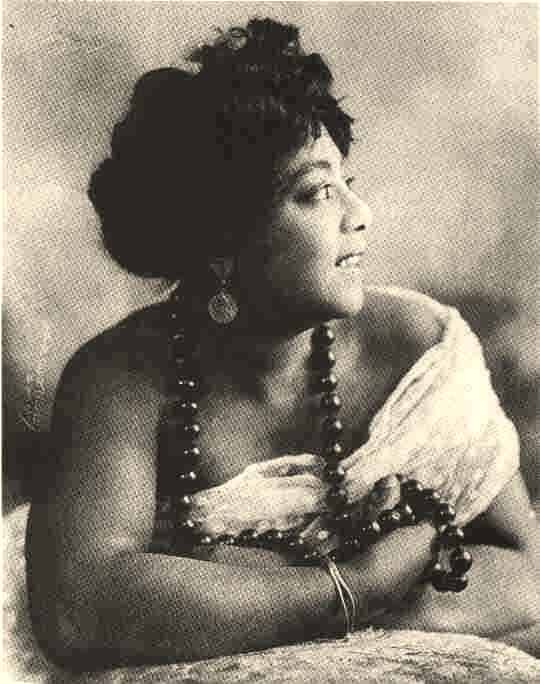
Mamie Smith

Smith trat in verschiedenen Shows auf, bis sie 1920 bei Okeh Records Plattenaufnahmen machte. Als erste Bluessängerin und schwarze Künstlerin feierte sie mit dem Crazy Blues einen Millionenerfolg, der den Grundstein für die Karriere vieler weiterer Künstler wie Bessie Smith oder Ma Rainey legte.

## Leben

### Frühe Jahre
Über Mamie Robinsons frühes Leben ist wenig bekannt. Unsicherheit bestand zunächst über ihr Geburtsdatum, das in verschiedenen Quellen auf den 26. Mai 1883 datiert wurde. 2018 fand der New York Times Magazine-Journalist John Jeremiah Sullivan nach Recherchen jedoch ihre richtige Geburtsurkunde, welcher zufolge sie am 26. Mai 1891 in der Perry Street in Cincinnati, Ohio, geboren wurde. Bis zum 15. Lebensjahr soll sie in ihrer Geburtsstadt gelebt haben.
Robinson war tänzerisch begabt, im Alter von zehn Jahren schloss sie sich den Four Dancing Mitchells an. Es folgte die Aufnahme in „Salem Tutt-Whitneys Smart Set“, eine Revuetruppe, mit der sie auf Tournee ging.
Mit 20 Jahren, also um 1911, anderen Angaben zufolge 1912 oder um 1913 heiratete sie ihren ersten Ehemann William „Smithy“ bzw. „The Sweet Singing Smitty“ Smith. Fortan, etwa ab 1913, lebte sie im Stadtteil Harlem in New York, wo sie als Kabarett-Sängerin arbeitete. Ab 1918 trat sie in Perry Bradfords Musical Made in Harlem im Lincoln Theater auf.

### Karriere
Bradford wollte sie einige seiner Songs aufnehmen lassen. Hierfür ließ er sie erst bei Victor, den Song That Thing Called Love aufnehmen, dessen Aufnahme jedoch verworfen wurde. Im Februar 1920 sprang Smith auf Initiative Bradfords bei Okeh Records für Sophie Tucker ein, die kurz vor Vertragsunterzeichnung erkrankte. In anderen Darstellungen wird Tucker in diesem Zusammenhang nicht genannt. Produzent Fred Hager zögerte erst, wohl auch, da ihm von Aufnahmen mit afro-amerikanischen Musikern abgeraten wurde. Schließlich doch überredet, ließ er Smith die Stücke That Thing Called Love und You Can’t Keep A Good Man Down aufnehmen. Entgegen der Darstellungen Bradfords beschrieb der Pianist Willie The Lion Smith, dass er ihr durch Ralph Peer zu den Aufnahmen bei Okeh verholfen habe. Er sei durch ihren Ehemann auf sie aufmerksam geworden. 
Schließlich wurde sie zu einer zweiten Sitzung eingeladen, bei der mit ihren Jazz Hounds am 10. August 1920 die Titel Crazy Blues und It’s Right Here For You, If You Don’t Get It, ’Tain’t No Fault of Mine aufgenommen wurden. Die Jazz Hounds waren zu diesem Zeitpunkt Johnny Dunn auf dem Kornett, Dope Andrews auf der Posaune, Leroy Parker auf der Violine und Willie The Lion Smith am Piano. Den Jazz Hounds gehörten auch Buster Bailey, Coleman Hawkins, Cecil Carpenter, Elmer Snowden, Bubber Miley sowie Curtis Mosby an.
Crazy Blues verkaufte sich zur Überraschung aller als erste Blues-Aufnahme eines schwarzen Künstlers mehr als eine Million Mal innerhalb eines Jahres. Viele Käufer waren Afroamerikaner, ein bisher eher unbeachteter Markt. Dieser unerwartete Erfolg veranlasste andere Plattenfirmen, weitere Bluessängerinnen aufzunehmen und so die Ära des klassischen Frauenblues einzuläuten.
Es folgten weitere Blues-Aufnahmen. 1921 trennte Smith sich von Bradford. 1924 wechselte sie zum Label Ajax, 1926 zu Victor, ab 1929 wieder zu Okeh. Mamie Smith ging mit ihrer Gruppe Mamie Smith & Her Jazz Hounds als Teil der Revue Mamie Smith’s Struttin’ Along Review auf Tournee durch die Staaten und Europa. Sie erhielt den Beinamen „Königin des Blues“ (Queen of the Blues).
1929 spielte Smith eine Rolle in einem frühen Tonfilm, Jail House Blues. Sie trat in den 1930er Jahren in New Yorker Nachtclubs auf. Durch die wachsende Popularität anderer Blues-Künstler wie Ma Rainey oder Bessie Smith zog sie sich 1931 nach weiteren Musikaufnahmen zurück, trat aber vereinzelt in Theatern und Clubs auf. Ab 1939 spielte sie wieder in mehreren Filmen, wie Paradise in Harlem, mit.

### Privates und Tod
Mamie Smith war nach William Smith noch zwei weitere Male verheiratet, angeblich auch mit dem Filmproduzent Jack Goldberg. Durch den Erfolg ihrer Blues-Aufnahmen konnte sie sich neben Juwelen und Kleidern auch Wertpapiere und eine Farm im Süden der USA leisten, wie der Chicago Defender 1955 berichtete. Durch die 1929 ausgelöste Weltwirtschaftskrise habe sie jedoch große Teile ihres Vermögens verloren.
1944 wurde Mamie Smith wegen Krankheit das erste Mal in ein New Yorker Krankenhaus eingeliefert. Sie starb 1946 nach längerer Krankheit ebenda, wie berichtet wird, verarmt.
Sie wurde erst ohne Grabstein auf dem Frederick Douglas Memorial Park Cemetery in Staten Island bestattet. 1964 wurde mit Unterstützung der Sängerin Victoria Spivey eine Spendenkampagne für einen Gedenkstein im New York’s Celebrity Club gestartet, der Stein wurde in Deutschland hergestellt. 2014 wurde eine weitere Kampagne durch Michael Cala gestartet, der Grabstein wurde im September 2014 feierlich mit musikalischer Untermalung eingeweiht.